# Xeropsis
Xeropsis is een geslacht van Phasmatodea uit de familie Heteronemiidae. De wetenschappelijke naam van dit geslacht is voor het eerst geldig gepubliceerd in 1906 door Redtenbacher.

## Soorten
Het geslacht Xeropsis is monotypisch en omvat slechts de volgende soort:
- Xeropsis crassicornis (Philippi, 1863)